# Парусник Гомера

Парусник Гомера (лат. Papilio homerus) — дневная бабочка из семейства Парусники. Эндемик острова Ямайка, где он населяет влажные тропические леса. Крупнейший представитель своего семейства в Новом Свете.

## Описание
Самка крупнее самца. Длина переднего крыла самцов 72—76 мм, самок — 74—80 мм. Размах крыльев до 11—15 см. Основной фон крыльев самца — чёрный, по нему в вертикальном положении следуют ярко-жёлтые перевязи. Нижние крылья, оканчивающиеся «хвостиками», несут на себе пятна серебристо-голубого цвета, с размытыми краями.
Крылья самки более округлые и обладают более тёмным фоновым окрасом, светлоокрашенные участки крыльев более обширные.
Питаются нектаром блехниума, асклепии и лантаны.

## Ареал и местообитания
Эндемик острова Ямайка. Обитает исключительно в горных лесах.

## Жизненный цикл

### Яйцо
Яйцо сферической формы, размерам 1,45—1,54 мм в высоту и 1,73—1,77 мм в ширину. Цвет бледно-зелёный. Через пять дней после откладывания яйцо становится бледно-жёлтым.

### Кормовое растение гусениц
Эрнандия (Hernandia)
В восточной части острова гусеницы развиваются на хернандии катальролистной, в западной — хернандии троянской.

## Замечания по охране
Внесен в перечень чешуекрылых экспорт, реэкспорт и импорт которых регулируется в соответствии с Конвенцией о международной торговле видами дикой фауны и флоры, находящимися под угрозой исчезновения (СИТЕС).